# In Trance
In Trance er et album fra hård rockbandet Scorpions udgivet i 1975. Den originale version af albumscoveret viser klart modellens bare bryster der hænger ned mellem guitaren. På senere udgivelser er brysterne blev gjort sorte så de ikke er synlige. Det er det første af mange Scorpions albums der er blevet censureret. 

## Numre
1. "Dark Lady" – 3:25 (U. Roth)
2. "In Trance" – 4:42 (R. Schenker/K. Meine)
3. "Life's Like a River" – 3:50 (U. Roth/R. Schenker/C. Fortmann)
4. "Top of the Bill" – 3:22 (R. Schenker/K. Meine)
5. "Living & Dying" – 3:18 (R. Schenker/K. Meine)
6. "Robot Man" – 2:42 (R. Schenker/K. Meine)
7. "Evening Wind" – 5:02 (U. Roth)
8. "Sun in My Hand" – 4:20 (U. Roth)
9. "Longing for Fire" – 2:42 (R. Schenker/U. Roth)
10. "Night Lights" – 3:14 (U. Roth)

## Musikere
- Klaus Meine – Vokal
- Rudolf Schenker – Guitar, vokal
- Ulrich Roth – Guitar
- Rudy Lenners – Trommer
- Francis Buchholz – Bas

### Gæstemusikere
- Achim Kirschning – Keyboard